# Billaea intermedia
Billaea intermedia är en tvåvingeart som först beskrevs av Josef Aloizievitsch Portschinsky 1881.  Billaea intermedia ingår i släktet Billaea och familjen parasitflugor. Inga underarter finns listade i Catalogue of Life.